# Biscoito Fino
Biscoito Fino é uma gravadora de música brasileira do gênero popular. Foi fundada na cidade do Rio de Janeiro pela empresária Kati de Almeida Braga e pela cantora, letrista e diretora artística Olívia Hime.

## História
Kati de Almeida Braga e Olívia Hime, por ocasião dos espetáculos do Projeto ComPasso, Samba e Choro, realizado no Paço Imperial (Rio de Janeiro). Além de Olívia, participaram do Projeto os músicos Guinga, Cristina Buarque, Yamandú Costa, Miúcha, Francis Hime, Zezé Gonzaga, entre outros, que decidiram então registrar os espetáculos em Cds.
O nome Biscoito Fino - sugerido pelo poeta e escritor, Geraldinho Carneiro - visa a enfatizar a qualidade dos músicos e das gravações realizadas, que seria um grupo fino, seleto, de cantores e compositores, que pretendiam criar uma gravadora comprometida com o melhor da música brasileira.
Quase cinco anos depois do primeiro CD, a Biscoito Fino passou a marca de cento e cinquenta lançamentos, a maioria de música popular. Um dos primeiros lançamentos reuniu obras do compositor erudito Cláudio Santoro. A Biscoito Fino também lançou CDs com música instrumental: Meus Caros Pianistas (Francis Hime), Homenagem a Luiz Eça (mestre francês Michel Legrand) e o primeiro Cd do grupo de choro Tira Poeira.
Biscoito Fino lança e relança Cds de Luciana Souza (cantora, compositora e instrumentista) radicada nos Estados Unidos; Lucinha Lins cantando Suely Costa, Olivia Byington regravando as Canções do Amor Demais (Tom e Vinicius de Moraes), e também a homenagem da própria Olivia a Dorival Caymmi, Mar de Algodão.
Segundo Olívia Hime, a diretora musical da gravadora: A função da Biscoito Fino é abrir espaço para esta riqueza musical brasileira. Se o mundo inteiro está consumindo música brasileira e ela é nossa matéria-prima, porque não consumi-la aqui também?. Fazem parte do elenco: Francis Hime, Sérgio Santos e Joyce, Mônica Salmaso, Bibi Ferreira, Zé Renato e Tom Zé.

## Memória
A Biscoito Fino em parceria com a Acari Records desenvolveu o projeto Centro Petrobras de Referência da Música Brasileira, recuperou desconhecidas relíquias do choro. Em parceria com o Instituto Moreira Salles, patrocinada pela Petrobras, é o maior acervo reunido já reunido de fonogramas da era mecânica e das primeiras gravações elétricas. Um acervo à disposição do público também interessado na preservação da memória musical brasileira.

## Artistas
- Chico Buarque é um dos contratados desde 2005. Lançado em 2017, o álbum de estúdio Caravanas foi eleito o terceiro melhor álbum brasileiro do ano pela revista Rolling Stone.
- Maria Bethânia faz parte dos contratados da gravadora. Em outubro de 2002, foi lançado Maricotinha ao Vivo, o CD que relembra os 35 anos de carreira da cantora.
- Gal Costa assinou contrato com a gravadora em 2017 para o lançamento do álbum Estratosférica Ao Vivo. Em 2018 lançou A Pele do Futuro, seu 40º álbum de estúdio, que teve o registro do show ao vivo lançado em 2019.
- Angela Ro Ro é uma das artistas mais recentes da gravadora, tendo sido contratada no ano de 2013.
- Rita Lee desde 2003 assinou contrato com a gravadora, lançando seus dois últimos álbuns de estúdio e um álbum ao vivo antes de se aposentar em 2013.
- Entre outros nomes, estão Simone e Zélia Duncan, que lançaram em 2008 Amigo é Casa (CD e DVD). Elba Ramalho também entrou no elenco de artistas consagrados, lançando em 2009 o CD Balaio de Amor, em comemoração aos seus 30 anos de carreira
- Nana Caymmi
- Bibi Ferreira
- Angela Maria